# Kedzie (ligne brune du métro de Chicago)
Pour les articles homonymes, voir Kedzie.
Ne doit pas être confondu avec Kedzie (ligne orange du métro de Chicago), Kedzie (ligne rose du métro de Chicago), Kedzie (ligne verte du métro de Chicago) ou Kedzie-Homan (métro de Chicago).
Kedzie est une station de la ligne brune du métro de Chicago située dans le quartier de Albany Park au nord-ouest de la ville sur la Ravenswood Branch.

## Situation
Elle est située au niveau du sol à distance égale de Kimball et de Francisco à 540 mètres environ, elle comprend une entrée principale sur Kedzie Road et une sortie secondaire sur Spaulding Street et est composée d’un quai central au niveau de la voirie et le passage des rames se fait de part et d’autre de la station par un passage à niveau.

## Description

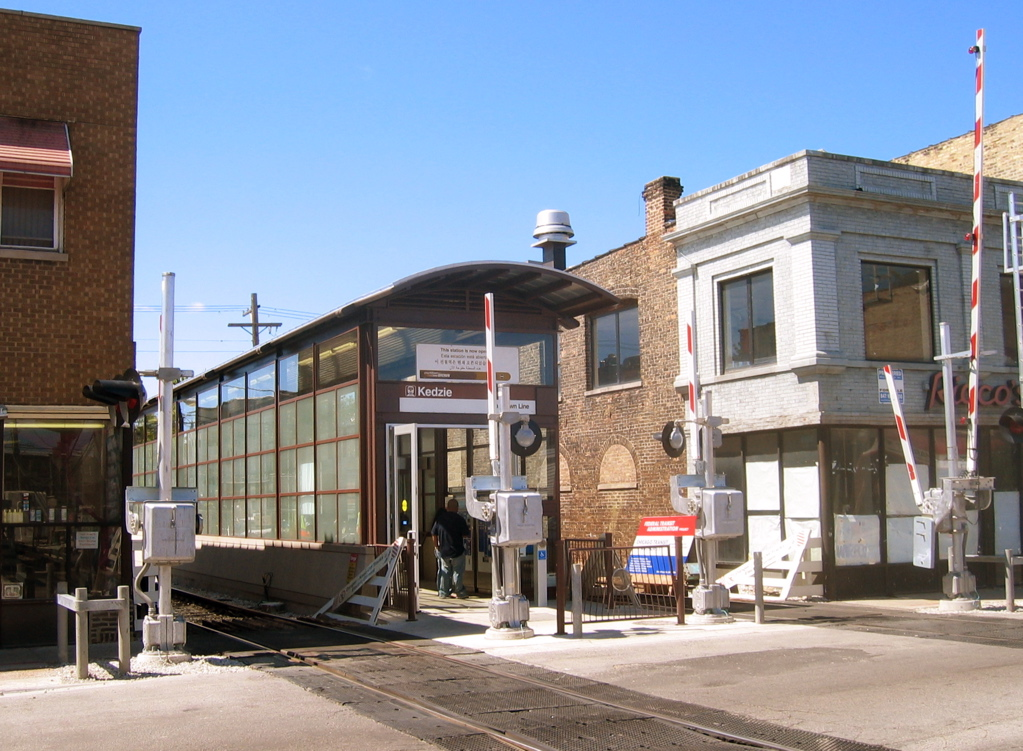
La station Kedzie.

Elle fut construite entre 1906 et 1907 et inaugurée le 14 décembre 1907  sur la Ravenswood Line par la Northwestern Elevated. La station d’origine construite par Arthur U. Gerber fut remplacée en 1975 à la suite de sa destruction par un incendie. 
En 1977, la station fut le théâtre d’un accident mortel, une immigrée d’origine coréenne en état d’ébriété fut électrocutée alors qu’elle urinait sur le troisième rail. En 1992, la Chicago Transit Authority fut reconnue coupable pour non-respect des règles de protection et de surveillance de ce troisième rail dont l’accès était non clôturé. Il fut condamné par la cour suprême de l'État de l’Illinois à verser 1,5 million de dollars à la famille de la victime décédée. 
Vu la forte fréquentation de la ligne brune, il fut décidé d’augmenter la capacité des stations de la ligne en allongeant les quais et en repensant l’accès aux stations aussi bien pour les passagers que pour les rames. 
En conséquence, la Chicago Transit Authority entama en 2006 la démolition de la station afin de la reconstruire sous une forme plus fonctionnelle et accueillante. La nouvelle entrée est une structure simple et moderne avec un cadre en acier, des murs de verre, et un toit voûté. La salle des guichets est plus grande, composée de plus de tourniquets d’entrée vers les quais et une rampe en pente douce permet également l’accès aux personnes à mobilité réduite. 
La nouvelle plate-forme permettant d’accueillir des rames de 8 wagons fut dotée d'une nouvelle terrasse en bois avec un nouvel éclairage moderne et une signalétique uniforme à la ligne brune. 
Kedzie fut rouverte le 16 août 2006 soit deux jours plus tôt que prévu par le cahier des charges. 547.106 passagers y ont transité en 2008.

## Dessertes
| Nord/Ouest            |  |             |  | Sud/Est                               |
| --------------------- |  | ----------- |  | ------------------------------------- |
| Kimball (terminus)    |  | ligne brune |  | Francisco vers Kimball via Clark/Lake |
| modifier sur Wikidata |  |             |  |                                       |